# Ole Bischof
Ole Bischof (Reutlingen, NSZK, 1979. augusztus 27. –) a legsikeresebb német cselgáncsozók egyike, a pekingi olimpia bajnoka. Edzője az 1984-es olimpián aranyérmet nyerő Frank Wienke.

## Sportpályafutása
A TSG Reutlingen csapatánál kezdett – viszonylag későn, 14 évesen – cselgáncsozni, mindössze rövid ideig volt a TSV Abensberg versenyzője. 1997-ben U21-es korosztályos német bajnok lett, 2001-ben pedig német bajnok. 2004-ben Budapesten Európa-bajnoki bronzérmet szerzett. 2005-ben Rómában világbajnoki aranyérmes lett.
Csapataival 2002 és 2006 között folyamatosan német bajnok volt. 2008-ban a pekingi olimpián a férfiak 81 kg-os súlycsoportjában aranyérmet szerzett.